# Unkle
Unkle è un collettivo musicale formatosi in Inghilterra nel 1994.

## Carriera

### Anni 1994-1999
Nel 1994 il leader storico della label Mo' Wax James Lavelle contatta l'amico Tim Goldsworthy e il produttore giapponese Kudo, proveniente dalla label nipponica Major Force e già membro del gruppo psichedelico Skylab. L'anno successivo prende forma il primo lavoro discografico. Si tratta di Time Has Come, un mini-album di remix che racchiude diversi generi musicali: hip hop, funk, ambient e elettronica.
Con i remix di Jon Spencer Blues Explosion e Tortoise, nel 1996 il gruppo si fa conoscere al grande pubblico. Con l'ingresso in formazione di DJ Shadow la fama della band incrementa in maniera esponenziale. DJ Shadow rimpiazza in un solo colpo Kudo e Goldsworthy e va a costituire con Lavelle un gruppo capace di coinvolgere tantissimi artisti di spessore del panorama musicale mondiale. Tra gli artefici di Psyence Fiction (1998) vi sono infatti Richard Ashcroft (Verve), Thom Yorke (frontman dei Radiohead), Mike D (Beastie Boys), Jason Newsted (Metallica), Kool G Rap, Alice Temple, Mark Hollis e Badly Drawn Boy.

### Anni 2001-2007
Nel 2001 Lavelle e Rich File tornano sulla scena con il nome UNKLEsounds e con un disco dal titolo Do Androids Dream of Electric Beats?. Si tratta del primo esempio intrapreso dalla band verso delle sonorità molto più elettroniche. Il disco contiene anche dei remix in chiave ambient di tracce tratte da Psyence Fiction. Nel 2003 Lavelle e File tornano un nuovo album in studio dal titolo Never, Never, Land. In questo lavoro collaborano, tra gli altri, i Queens of the Stone Age, The Stone Roses e Primal Scream.
Il duo File-Lavelle continua a produrre col nome UNKLEsounds e nel periodo successivo viene pubblicato Edit Music for a Film: Original Motion Picture Soundtrack Reconstruction, in cui vengono raccolti alcuni brani di colonne sonore e remix vari. Nel 2006 esce Self Defence: Never, Never, Land Reconstructed and Bonus Beats, una nuova edizione del disco del 2003. L'anno successivo è la volta del terzo album studio: War Stories. In questo disco partecipano Ian Astbury dei The Cult e Josh Homme dei Queens of the Stone Age. I due vocalist imprimono una lieve virata rock al genere. Nel 2007 collaborano in un brano con Lupe Fiasco.

### Anni 2008-oggi
Nel gennaio 2008 gli UNKLE pubblicano More Stories, un album di B-side, inediti e remix. Inoltre compongono la musica del film Odyssey in Rome. Nello stesso periodo Rich File annuncia il suo abbandono dopo 10 anni agli UNKLE per dedicarsi alla sua nuova band, chiamata We Fell to Earth. In marzo alla Lazarides Gallery di Londra viene esposta una mostra chiamata War Paint e contenente opere ispirate alle canzoni dell'album War Stories. Tra gli artisti che vi partecipano vi sono Robert Del Naja e Ben Drury. Nel frattempo gli UNKLE si avviano in un tour nel Regno Unito accompagnati da Zoot Woman. Si esibiscono in alcuni occasioni anche Badly Drawn Boy, Liela Moss (The Duke Spirit), Gavin Clark e Joel Cadbury (South).
Il quarto album in studio, pubblicato nel luglio 2008, è End Titles... Stories for Film. Include collaborazioni con Chris Goss, Black Mountain, Philip Sheppard, Dave Bateman e con i Lake Trout. Il 15 dicembre 2008 viene pubblicato End Titles... Redux, album di remix in edizione limitata (3000 copie) e contenente anche due inediti. Il booklet del disco include immagini di Robert Del Naja. Anticipato dal singolo Heavy Drug (Surrend Soung Mix), nel maggio 2010 esce Where Did the Night Fall. Anche in questo caso sono numerosi ed importanti gli artisti che vi collaborano: Nick Cave, Mark Lanegan, The Black Angels, Sleepy Sun, Katrina Ford, ELLE J e Gavin Clark. Il 18 aprile 2011 il gruppo partecipa al Reading and Leeds Festival. Forniscono un'esclusiva performance che include effetti visivi e musicali e si esibiscono proponendo sia loro materiale che remix di altri musicisti.

## Carriera come remixer e autori di colonne sonore
Nel corso della loro carriera gli UNKLE hanno lavorato anche come remixer. Oltre ad aver remixato loro brani, hanno rivisto successi di numerosi altri artisti. Tra i primi remix effettuati vi sono Bellbottoms (remix di Experimental Remixes dei Jon Spencer Blues Explosion), i brani Just dei Radiohead (chiamato Planet Telex) e Karmacoma dei Massive Attack (tutti del 1995). Altri pezzi remixati sono Where It's At di Beck (1996), Golden Greats di Ian Brown (1999), No Distance Left to Run dei Blur (col titolo Battle), The World is Not Enough dei Garbage (1999) e John the Revelator dei Depeche Mode (2006).
Alcune canzoni remixate sono state inserite in colonne sonore. Tra queste vi sono Cast No Shadow (remix degli Oasis per il film Goal!, 2005) e Burn the Witch (remix dei Queens of the Stone Age per il film Saw II, 2005).

## Formazione
Attuale
- James Lavelle
- Pablo Clements

Ex componenti
- DJ Shadow
- Toshio Nakanishi
- K.U.D.O
- Tim Goldsworthy
- Rich File

## Discografia

### Album in studio
- 1998 - Psyence Fiction (Mo' Wax)
- 2003 - Never, Never, Land (Mo' Wax)
- 2007 - War Stories (Surrender All)
- 2008 - End Titles... Stories for Film (Surrender All)
- 2010 - Where Did the Night Fall (Surrender All)
- 2017 - The Road: Part I
- 2019 - The Road: Part II / Lost Highway
- 2021 - Ronin I
- 2022 - Ronin I (Instrumentals)
- 2022 - Ronin II

### Compilation
- 2008 - More Stories

### Remix
- 2005 - Edit Music for a Film: Original Motion Picture Soundtrack Reconstruction
- 2006 - Self Defence: Never, Never, Land Reconstructed and Bonus Beats
- 2008 - End Titles... Redux

### Mix album
- 2002 - Do Androids Dream of Electric Beats?
- 2003 - Do Androids Dream of Essential Beats?
- 2004 - Where the Wild Things Are
- 2004 - WWIII - Unklesounds vs. U.N.K.L.E.00
- 2007 - Original Artform

### EP
- 1995 - The Time Has Come
- 2006 - Self Defence E.P. - Never, Never, Land Reconstructed and Bonus Beats
- 2007 - Night's Temper EP (A Prelude to War Stories)
- 2008 - Remix Stories Vol. 1
- 2009 - Remix Stories Vol. 2
- 2010 - Where Did the Night Fall Mix EP
- 2010 - The Answer
- 2011 - Only the Lonely